# مارتن مارتينيز
مارتن مارتينيز (بالفرنسية: Martin Martinez)‏ (و. 1946 – 2012 م) هو راكب دراجة هوائية، من فرنسا، ولد في برغش، توفي عن عمر يناهز 66 عاماً.

## روابط خارجية
- مارتن مارتينيز على موقع أرشيف الدراجات (الإنجليزية)
- مارتن مارتينيز على موقع إحصائيات الدراجات الإحترافية (الإنجليزية)